# Бобевци
Бòбевци е село в Северна България, община Габрово, област Габрово.

## География
Село Бобевци се намира на около 7 km север-северозападно от центъра на областния град Габрово. Разположено е в платото Стражата, на около 700 m по пътно отклонение вляво от общинския път от село Солари към село Иванили. Северозападно покрай селото тече на североизток малък ляв приток на река Янтра, преди устието на който се намира Иваниловският водопад. Надморската височина на Бобевци е средно около 426 m.

## История
През 1995 г. дотогавашното населено място колиби Бобевци придобива статута на село..

## Население
Населението на село Бобевци наброява 19 души при преброяването към 1934 г., намалява до 5 души към 1985 г., а след колебания в числеността през следващите години, наброява по текущата демографска статистика за населението 8 души към 2019 г.